# Дасанеч (язык)
Дасанеч — кушитский язык одноимённого народа, распространённый в Эфиопии, Кении и Южном Судане на низовьях реки Омо и близ озера Туркана.
Базовый порядок слов — SOV. 98 % носителей неграмотны и большинство из них исповедуют народные религии.

## Название
У языка множество различных названий. Указанные в Ethnologue: дасанеч, дасанач, дасенеч, датанаик, датаник, дасанак, гелеба, гелеб, гелебинья, галлаб, галуба, гелаб, дама, мариле, мериле, мориле, решиат, руссиа.

## Современное положение

### Ареал и численность
Язык распространён в Эфиопии, Кении и Южном Судане на низовьях реки Омо и близ озера Туркана.
Общее число говорящих составляет приблизительно 60 500 человек, из которых 31 400 монолингвов. Из них 48 000 человек в Эфиопии по переписи 2007 года.

## Письменность
Алфавит на латинской основе: A a, B b, 'B 'b, Ch ch, D d, 'D 'd, Dh dh, Đ ꟈ, E e, F f, G g, 'G 'g, H h, I i, J j, 'J 'j, K k, L l, M m, N n, Ng' ng', Ny ny, O o, R r, S s, Sh sh, T t, U u, V v, W w, Y y.